# Bocquillonia nervosa
Bocquillonia nervosa är en törelväxtart som beskrevs av Airy Shaw. Bocquillonia nervosa ingår i släktet Bocquillonia och familjen törelväxter. Inga underarter finns listade i Catalogue of Life.